# انتخابات ریاست‌جمهوری کومور (۲۰۲۴)
انتخابات ریاست جمهوری در کومور (انگلیسی: 2024 Comorian presidential election) در ۱۴ ژانویه ۲۰۲۴ در این کشور برگزار شد،مقامات انتخاباتی کومور در ۱۶ ژانویه گفتند که غزالی عثمانی رئیس‌جمهور فعلی با ۶۲/۹۷٪ درصد آرا دوباره انتخاب شده‌است. انتخابات ریاست‌جمهوری از سوی برخی نامزدهای مخالف بایکوت شده بود و ۱۶ درصد مشارکت داشتند.